# Comité de salut public
Pour les articles homonymes, voir Comité de salut public (homonymie) et CSP.
 (novembre 2012).
Le Comité de salut public est un des organes parlementaires de gouvernement mis en place par la Convention pour faire face aux dangers qui menacent la République française au printemps 1793 (invasion et guerre civile) pendant la période de la Terreur. Il se partage des attributions avec le Comité de sûreté générale, et entretient avec lui des relations souvent distendues et conflictuelles. Le Comité de salut public recouvre cependant des attributions régaliennes sensiblement différentes et plus larges, qui ne se limitent pas à la police, à la surveillance ou aux arrestations comme le Comité de sûreté générale, mais qui peuvent aussi toucher à l'économie, aux opérations militaires, aux cultes, à l'agriculture, aux renseignements ou encore à l'éducation.
Son principal travail est législatif, il est ainsi responsable d'une partie importante des lois présentées devant la Convention nationale pour être votées et coordonne, du moins en théorie, l'action des différents Comités parlementaires, cependant ce point fait débat. Il est aussi responsable de l'envoi des représentants en mission dans les différents départements français, dont certains s'illustrent plus tard dans des massacres et des exactions diverses, bien qu'il s'agisse d'une infime minorité.
Le Comité est créé le 6 avril 1793, par un décret de la Convention. Il se réunit au deuxième étage du pavillon de Flore, rebaptisé pavillon de l'Égalité. Il s'agit d'un organe parlementaire, ce qui signifie que tous ses membres sont des députés membres de la Convention nationale, et qu'un certain nombre de ses décisions sont soumises à l'appréciation du Parlement. Ses membres sont élus tous les mois.
Le Comité de salut public est central lors de la période de la Terreur, et organise en partie les répressions et les exécutions. La responsabilité du Comité de sûreté générale et du Comité de salut public lors de cette période est encore débattue par les historiens, pour voir dans quelle mesure les deux comités rivaux participent à la Terreur. Il est admis que les deux comités exercent une certaine influence sur le Tribunal révolutionnaire.
Les historiens distinguent trois comités successifs : le Comité Danton, le Grand Comité et le Comité thermidorien. Certains de ses membres, comme Robespierre, Danton, Collot d'Herbois, Billaud-Varenne, Barère, Carnot, Couthon, Saint-Just ou encore Hérault de Séchelles, sont des figures importantes de la Terreur et de la Révolution française, bien que leurs rôles respectifs soient encore sujets à d'amples discussions dans la communauté universitaire.
Le Comité est supprimé le 4 brumaire an IV (26 octobre 1795), date de la dissolution de la Convention et de l'entrée en vigueur de la Constitution du 5 fructidor an III (22 août 1795) qui établit le Directoire,.

## Origines du Comité de salut public (septembre 1792-avril 1793)
Le Comité de salut public est établi au cours de la première phase politique de la Convention, la Convention girondine (21 septembre 1792-2 juin 1793).

### Contexte
Réunie le 20 septembre en tant qu'assemblée constituante à la suite du renversement de Louis XVI (10 août 1792), la Convention proclame la république le 21 septembre. Elle est cependant partagée entre deux factions antagonistes, bien qu'issues du Club des jacobins, les girondins et les montagnards, mais beaucoup de députés (désignés comme « la Plaine ») ne font pas de choix catégorique, tout en soutenant au départ les girondins qui occupent la plupart des postes de ministre dans le Conseil exécutif issu de l'insurrection du 10 août.
Cette période est marquée par trois événements importants :
- à l'intérieur, le procès de Louis XVI par la Convention ; condamné à mort le 19 janvier, il est exécuté le 21 ;
- à l'extérieur, après les victoires de l'automne 1792 (Valmy, Jemappes), la République française est confrontée à l'élargissement de la coalition austro-prussienne, rejointe en février-mars 1793 par le Royaume-Uni, les Provinces-Unies, l'Espagne, le Portugal et plusieurs États italiens ;
- la décision d'instaurer un service militaire obligatoire par la levée de 300 000 hommes (24 février) provoque le soulèvement des paysans de la Loire au sud de la Vendée ; ils réussissent très vite à s'emparer de nombreuses petites villes, et même de Cholet le 14 mars[9]. Ils deviennent une obsession des Conventionnels (la « Vendée »).

### Les comités parlementaires de la Convention
La Convention, comme les assemblées antérieures, établit dès son installation, dix-huit comités (actuelles « commissions ») chargés d’élaborer les éléments de son œuvre législative : Comité de guerre (22 membres), Comité des finances (10 membres, dont Cambon), Comité d'instruction publique (26 membres, dont l'abbé Grégoire), Comité de législation (17 membres, dont Cambacérès), Comité de la marine et des colonies (20 membres, dont Barras et Fouché), etc.. Ces comités sont installés au palais des Tuileries.
Très rapidement, des conflits de compétence apparaissent entre comités et les conventionnels se rendent compte qu’il manque un fil conducteur à leurs travaux.

### Le Comité de défense générale (1erjanvier 1793)
Le 1er janvier 1793, la Convention décrète la création d’un comité de supervision, le Comité de défense générale, formé de 24 membres (trois représentants de chacun des huit principaux comités) et chargé de la direction générale du travail parlementaire. De plus, les ministres doivent lui rendre compte quotidiennement de leur activité, ainsi que, le cas échéant, les généraux commandants d’armée, les agents diplomatiques, etc.
Mais le travail de ce comité se révèle comme peu efficace : les séances sont publiques, des députés qui n’en font pas partie, voire de simples particuliers, y prennent la parole. Le général Dumouriez, chef de l'armée du Nord, affirme[Quand ?] qu’après qu'il eut été entendu, « on s’y livra à des disputes très frivoles et ignorantes ; tous parlaient à la fois et l’on se sépara après une séance de trois heures, sans avoir rien éclairé. »
En mars 1793, alors que la situation intérieure et extérieure devient dramatique (élargissement de la première coalition, revers militaires aux Pays-Bas autrichiens, début du soulèvement vendéen, difficultés économiques et agitation sociale des sans-culottes parisiens, notamment les « Enragés », qui réclament le « maximum » des prix, conflit à la Convention entre les girondins et les montagnards), il n'y a pas de véritable gouvernement de la République française.
Les membres du Comité de défense générale en ont conscience : le 18 mars, son rapporteur Barère, un des chefs de file de la Plaine, demande à la Convention qu’un nouveau comité soit établi, le Comité de salut public, avec de nouvelles règles de fonctionnement.

### Modification du Comité de défense générale (25 mars)
Le projet de Barère est voté le 25 mars. Le nombre de 24 membres est maintenu, mais ils sont désormais nommés par la Convention, et non plus par les comités.
Après la trahison de Dumouriez, qui passe dans les lignes autrichiennes le 4 avril, ainsi qu'un certain nombre de ses officiers, le girondin Maximin Isnard demande la création d’un comité réduit à neuf membres : « Saisissons enfin d’une main ferme et hardie le gouvernement » s’écrie-t-il à la tribune à 4 heures du matin. La séance est levée sans que rien ait été décidé. Le lendemain, à 7 heures, Barère monte à la tribune :

« Le comité que vous avez organisé, dit-il, ne peut pas travailler efficacement au salut de la patrie. Nous délibérons beaucoup et nous agissons peu. Votre comité est un club… Dans tous les pays, en présence des conspirations flagrantes, on a senti la nécessité de recourir momentanément aux autorités dictatoriales, à des pouvoirs supra-légaux. »

Puis il rassure ses auditeurs :

« Qu’avez-vous à craindre d’un comité responsable, toujours surveillé par vous, n’édictant pas de lois, ne faisant que presser l’action des agents du pouvoir exécutif ? Qu’avez-vous à craindre d’un comité qui ne peut agir sur la liberté des simples citoyens, mais seulement sur les agents du pouvoir qui seraient suspects ? Qu’avez-vous à craindre d’un comité établi pour un mois ? »

### Le décret du 6 avril instituant un Comité de salut public de neuf membres
Barère réussit à convaincre la Convention. Une commission est mise en place : dès le lendemain (6 avril), elle présente et fait adopter le décret suivant :
1. Il sera formé un Comité de Salut public composé de neuf membres de la Convention nationale.
2. Ce comité délibérera en secret ; il sera chargé de surveiller et d’accélérer l’action du Conseil exécutif provisoire [ainsi se nommait le ministère formé après le 10 août 1792], dont il pourra même suspendre les arrêtés.
3. Il est autorisé à prendre des mesures de défense générale extérieure et intérieure ; il ne pourra en aucun cas décerner des mandats d’arrêt, si ce n’est contre des agents d’exécutions et à charge d’en rendre compte sans délai à la Convention.
4. La Trésorerie tiendra à la disposition du Comité jusqu’à cent mille livres pour dépenses secrètes.
5. Il fera chaque semaine un rapport de ses opérations et de la situation de la république.
6. Il sera établi un registre de ses délibérations.
7. Le Comité est établi pour un mois.
8. La Trésorerie demeurera indépendante du Comité.

### Désignation des premiers membres
Aussitôt le décret voté, la Convention procède à la nomination de ses membres. 
La majorité de l’assemblée choisit des hommes qui ne soient pas trop impliqués dans le conflit entre la Gironde et la Montagne et qui souhaitent l'unité : ce sont donc sept députés de la Plaine, Barère en tête, avec deux montagnards, Danton et son ami Delacroix, et aucun Girondin.
C'est Barère qui recueille le plus de voix (360). Danton vient en cinquième position avec 233 voix, mais il est tout de même la personnalité politique la plus forte du comité, compte tenu de son rôle depuis 1789.

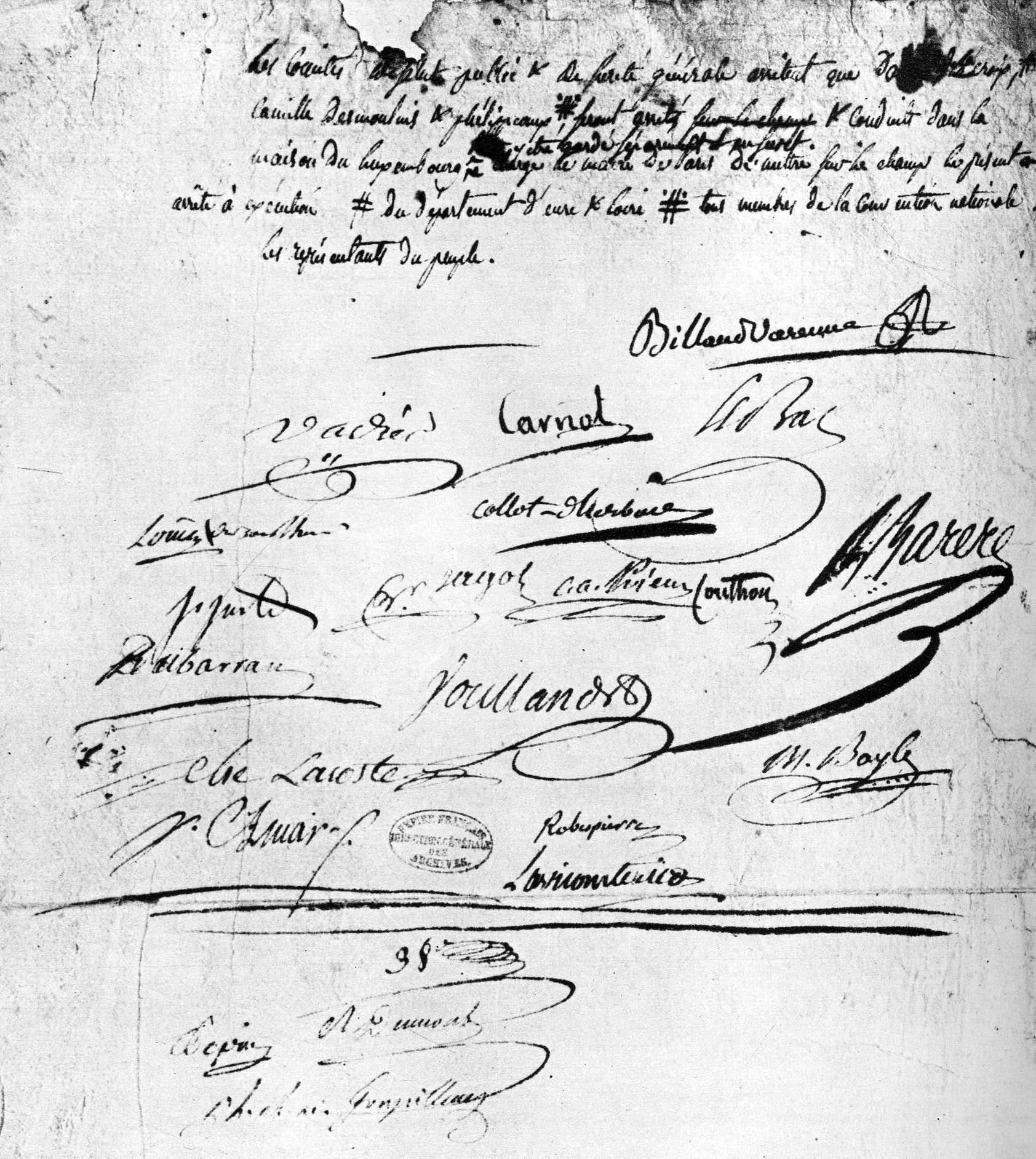
Mandat d'arrêt de Danton et de ses amis par le Comité de salut public et le Comité de sûreté générale le 30 mars 1794. Archives Nationales, Paris. Carnot aurait dit en mettant sa signature : « Songez-y bien, une tête comme celle de Danton en entraîne beaucoup d’autres ».

## Du comité Danton (6 avril–10 juillet) au comité Robespierre (24 juillet-septembre)

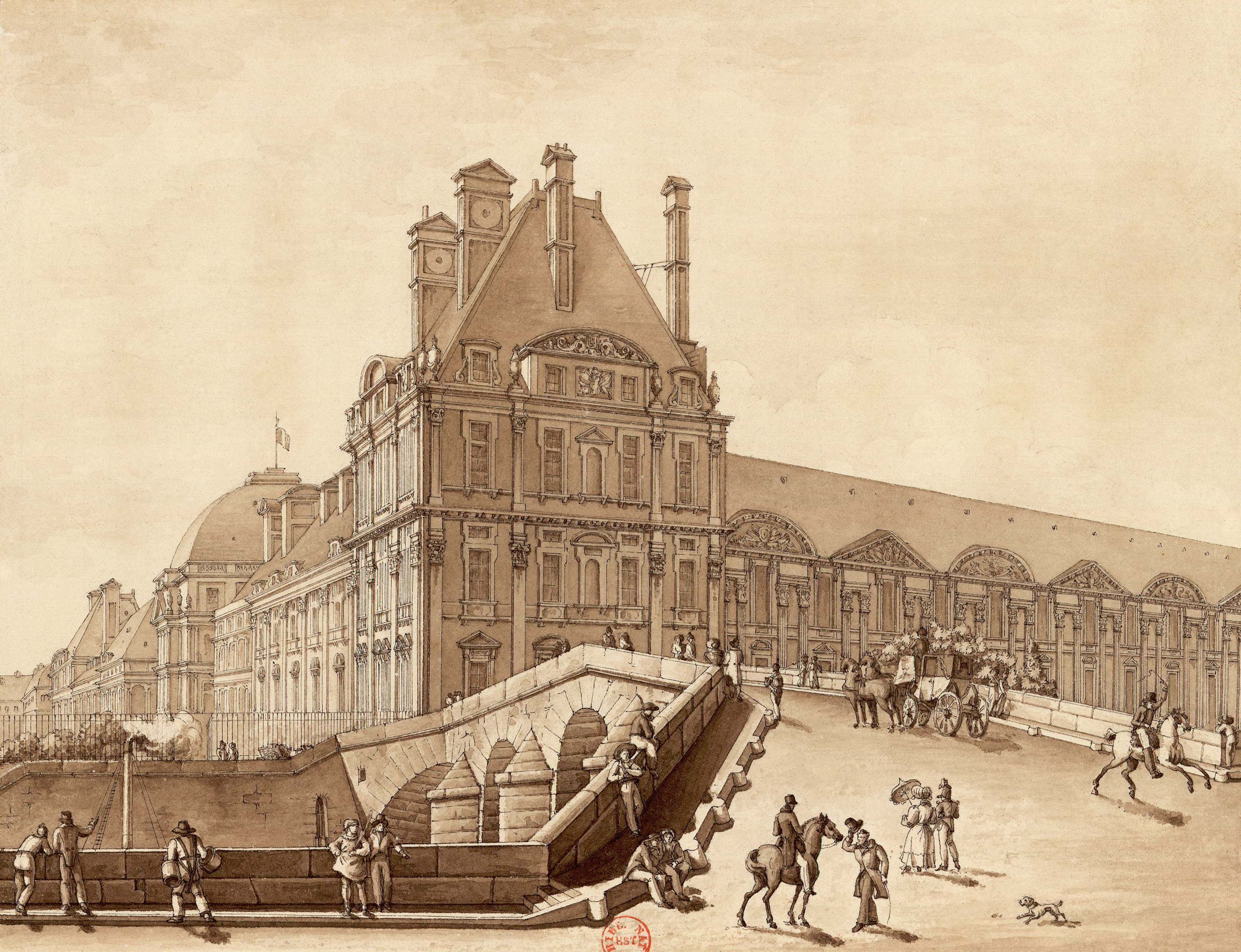
Vue, depuis le pont Royal, du pavillon de Flore, rebaptisé « pavillon de l'Égalité » sous la Révolution. Le Comité de salut public siège au rez-de-chaussée sur le jardin, dans l'ancien appartement de la reine. En raison de son activité croissante, il annexe progressivement d'autres pièces ainsi que le premier étage.
Dessin à la plume et lavis à l'encre brune, 1814.

### Composition du comité du 6 avril
Le Comité de Salut public, élu par la Convention le 6 avril 1793, se compose des neuf membres suivants :
- Bertrand Barère, député des Hautes-Pyrénées
- Jean-Jacques Bréard, député de la Charente-Inférieure
- Pierre-Joseph Cambon, député de l’Hérault
- Georges Danton, député de Paris
- Jean Antoine Debry, député de l’Aisne, démissionnaire le jour même de l'élection pour raison de santé et remplacé aussitôt par Robert Lindet, député de l’Eure
- Jean-François Delacroix, député d’Eure-et-Loir
- Jean-François Delmas, député de la Haute-Garonne
- Louis-Bernard Guyton-Morveau, député de la Côte-d'Or
- Jean-Baptiste Treilhard, député de Seine-et-Oise

Danton se réserve immédiatement les Affaires étrangères et Barère détient le secrétariat du comité.
Le Comité compte aussi des suppléants.

### Le renouvellement du 10 mai
Lors du renouvellement du 10 mai, La Convention réélit le comité sortant à l'identique.
Jean-Jacques Bréard est démis le 5 juin. Il est remplacé par Théophile Berlier, député de la Côte-d'Or.
Le Comité compte toujours neuf membres.

### Le renouvellement du 10 juin: entrée de Saint-Just
Le 10 juin, tous les membres du comité sortant sont réélus, mais il est élargi par l'élection de quatre membres supplémetaires, trois robespierristes (Saint-Just, Couthon, Jean Bon Saint-André), et un ami de Danton (Hérault de Séchelles). 
Le Comité compte alors treize membres.
Treilhard démissionne le 13 juin et il est remplacé par Thomas-Augustin de Gasparin.

### Le renouvellement du 10 juillet, le retrait de Danton et l'entrée de Robespierre
Lors du renouvellement du 10 juillet, Danton demande à la Convention de ne pas le réélire. Selon François Furet, « peut-être fait-il un calcul politique qui va se révéler redoutable : puisque le pouvoir l’a compromis, que les autres se compromettent à leur tour et le laissent se refaire une virginité ! ».
Le même jour, Théophile Berlier, Pierre-Joseph Cambon, Jean-François Delmas, Jean-François Delacroix et Louis-Bernard Guyton-Morveau ne sont pas renouvelés tandis que Saint-Just, Couthon, Jean Bon Saint-André, Hérault de Séchelles, Barère, Lindet et Thomas-Augustin de Gasparin sont réélus et Jacques Alexis Thuriot et Prieur de la Marne élus membres.
Le Comité compte alors à nouveau neuf membres, comme à sa création.
Thomas-Augustin de Gasparin démissionne le 22 juillet et il est remplacé par Maximilien de Robespierre, qui est élu par la Convention le 27 juillet.

### Le renouvellement du 10 août et l'élargissement du Comité
Lors du renouvellement du 10 août, le Comité sortant est renouvelé à l'identique.
Le 14 août, sous l'influence de Barère, la Convention élit deux membres supplémentaires, Lazare Carnot et Claude Antoine Prieur (de la Côte-d’Or), officiers de carrière, pour s'occuper des affaires militaires. Le Comité compte alors onze membres.
Le 5 septembre, la Convention y fait entrer deux nouveaux membres supplémentaires Jacques-Nicolas Billaud-Varenne et Jean-Marie Collot d'Herbois, proches des Sans-culottes. Le Comité passe à treize membres.
Le 20 septembre, Thuriot démissionne du Comité, qui passe alors à douze membres.

## Le Grand Comité de l’an II (septembre 1793 - juillet 1794)
Ce comité de douze membres est communément appelé le « Grand Comité de l’an II ». 
À partir d'octobre 1793, il est renouvelé tous les mois à l'identique par la Convention. 
Il reste en fonction jusqu'à la chute de Robespierre (27 juillet 1794/9 Thermidor an II), à l'exception de Hérault de Séchelles, qui, soupçonné d'informer les émigrés des travaux du comité, cesse de sièger au comité à partir de décembre 1793 avant d'être arrêté en mars et exécuté en avril 1794 avec les dantonistes, bien qu'il n'ait pas été proche de Danton.

### Composition
Les douze membres du Grand Comité de l'an II sont :
- Bertrand Barère, député des Hautes-Pyrénées
- Jacques Billaud-Varenne, député de Paris
- Lazare Carnot, député du Pas-de-Calais
- Jean-Marie Collot d'Herbois, député de Paris
- Georges Couthon, député du Puy-de-Dôme
- Marie-Jean Hérault de Séchelles, député de Seine-et-Oise. Suspecté de trahison, il ne siège plus à partir de décembre 1793 (il est guillotiné en avril 1794).
- Robert Lindet, député de l’Eure
- Pierre-Louis Prieur de la Marne, député de la Marne
- Claude-Antoine Prieur de la Côte-d’Or, député de la Côte-d'Or
- Maximilien de Robespierre, député de Paris
- André Jeanbon Saint-André, député du Lot
- Louis Antoine de Saint-Just, député de l’Aisne

Ces douze membres ont en commun la jeunesse. L’aîné a 47 ans, le benjamin 26, la moyenne d’âge s’établit légèrement au-dessus de la trentaine.
« Tous, ils vont fournir un travail écrasant, écrivent François Furet et Denis Richet, penchés sur leurs dossiers de 16 à 18 heures par jour. Installés dans le pavillon de Flore, ils doivent répondre aux pétitions et aux rapports, signer les arrêtés, contrôler les ministres, diriger les armées, défendre leur politique devant la Convention qui peut, à tout moment, les écarter ».
Leur organisation est collégiale, ce qui n’exclut pas une spécialisation : Carnot et Saint-Just dirigent la guerre et Lindet s'occupe des approvisionnements et des transports, Prieur de la Côte-d’Or des armes et poudres, Jeanbon Saint-André et Prieur de la Marne de la marine, Billaud-Varenne et Collot d'Herbois de la correspondance avec les représentants en mission. Barère prend en charge la diplomatie, ainsi que l’instruction publique et les arts, et surtout, il est le rapporteur attitré du Comité à la Convention. Robespierre s’intéresse surtout aux aspects politiques des problèmes.
Selon Georges Lefebvre, « entre eux l’accord manqua sur plus d’un point, Lindet répugnait au terrorisme ; Billaud et Collot inclinaient vers les sans-culottes ; les tendances sociales surtout, bien que tous appartinssent à la bourgeoisie, divergeaient profondément entre Robespierre ou Saint-Just, partisans d’une démocratie sociale, et Carnot ou Lindet, résolument conservateurs ; les tempéraments différaient aussi et les heurts personnels finirent par tourner en haines. Pourtant, durant des mois, le péril de la Révolution ajourna la division qui devait les perdre… La plupart se consacrèrent essentiellement à l’œuvre administrative qui prit une ampleur écrasante ; on a souvent affecté de les en louer pour les opposer aux autres, comme s’ils avaient pu rester indifférents à la stabilité d’où dépendit leur succès. Ce fut surtout Robespierre qui, aidé par Barère, Saint-Just, Billaud, leur assura la durée en définissant et en défendant leur politique à la Convention et aux Jacobins ».

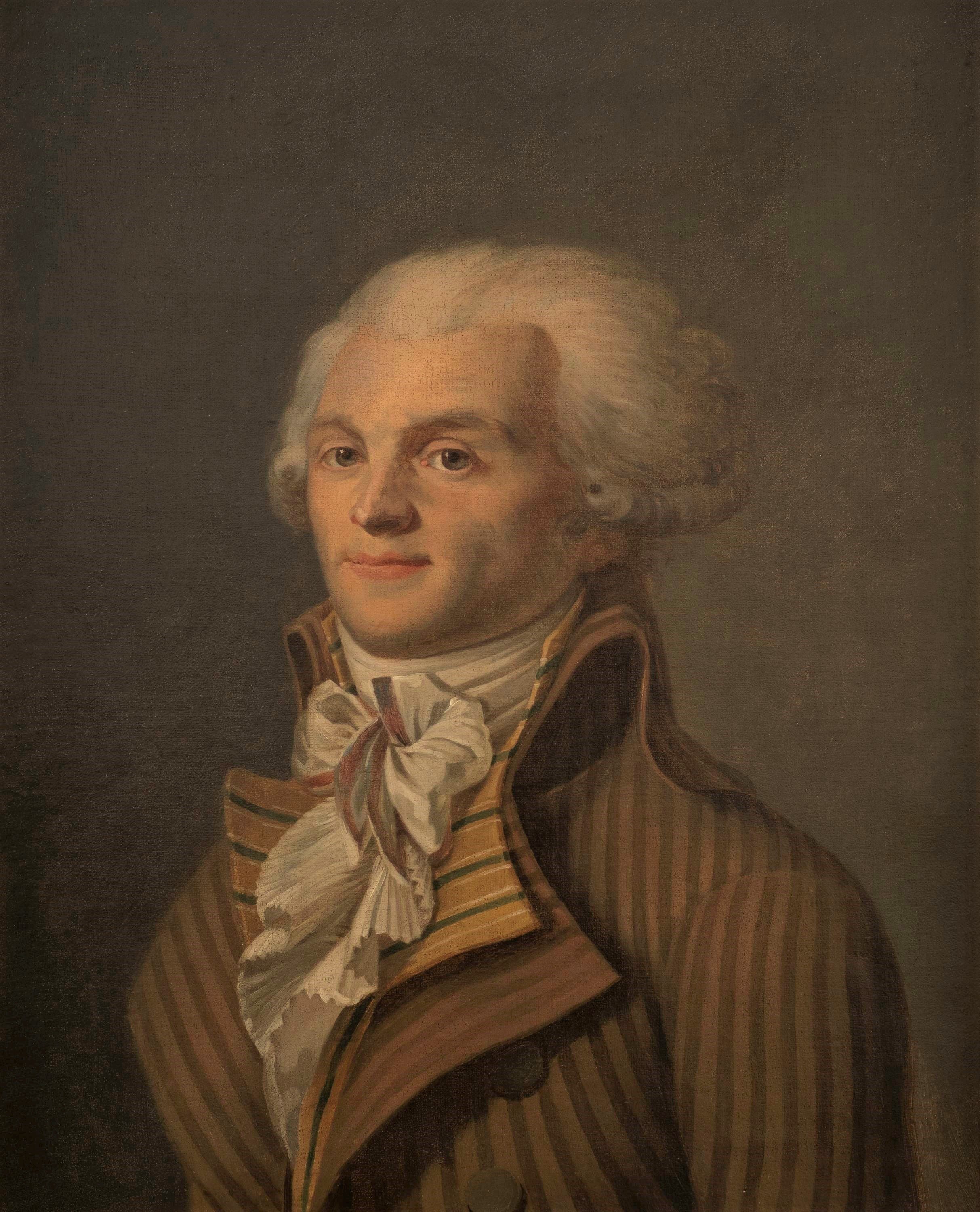
Robespierre
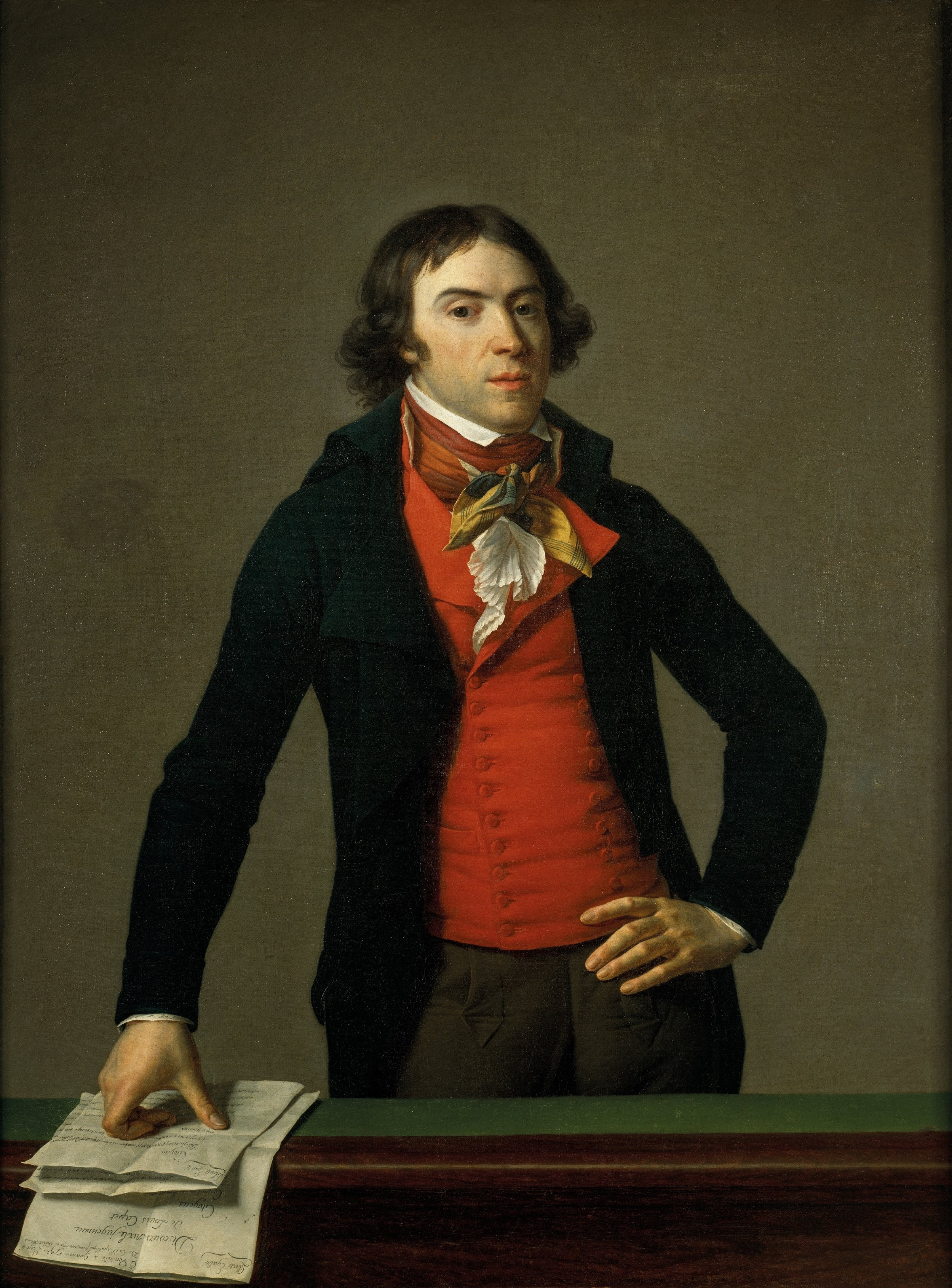
Barère
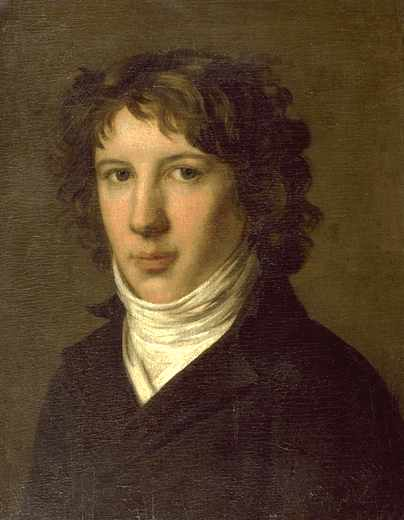
Saint-Just
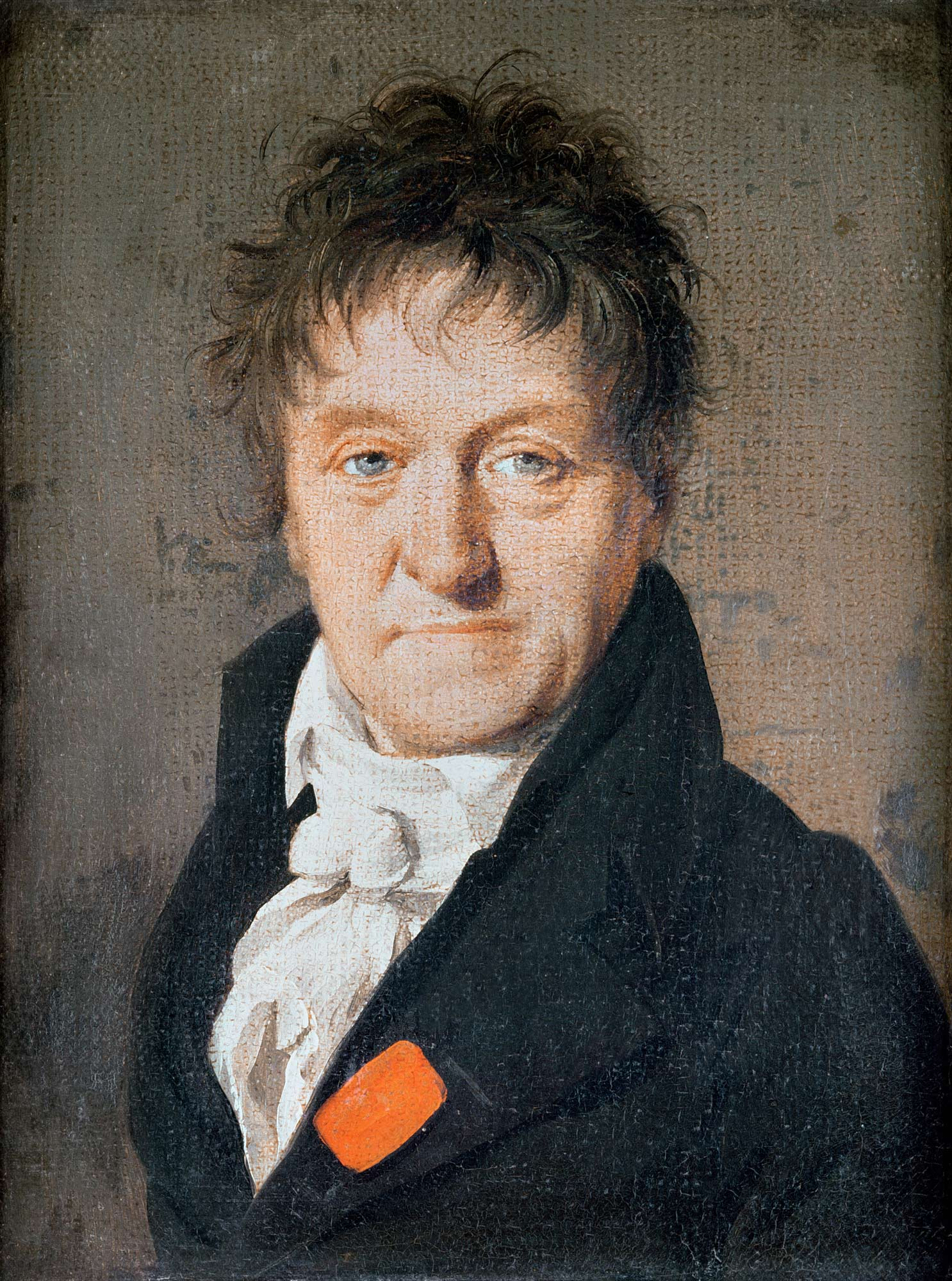
Carnot
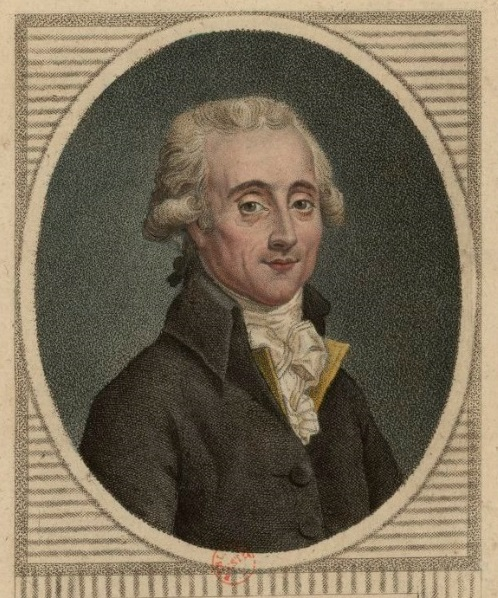
Couthon
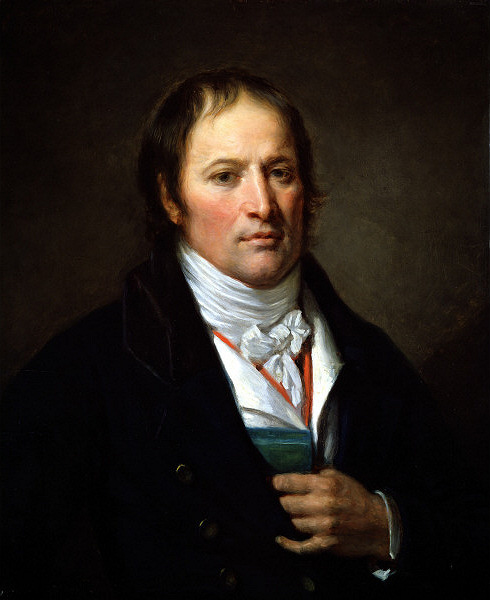
Billaud-Varenne
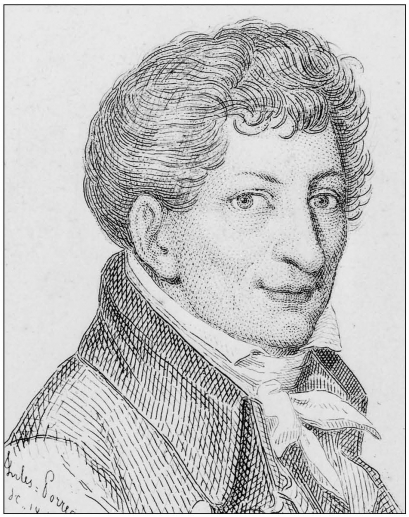
Lindet
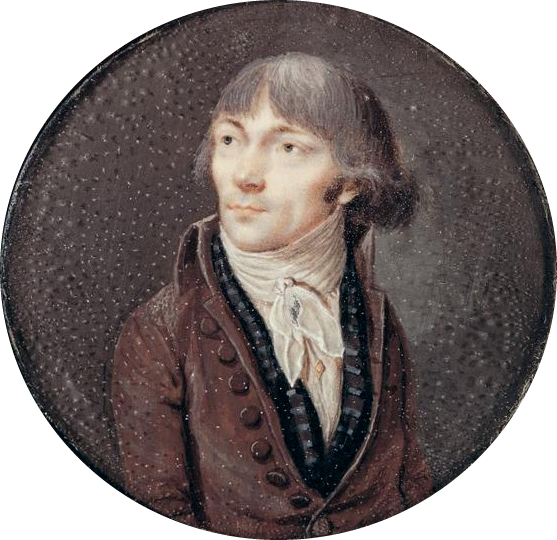
Collot d’Herbois
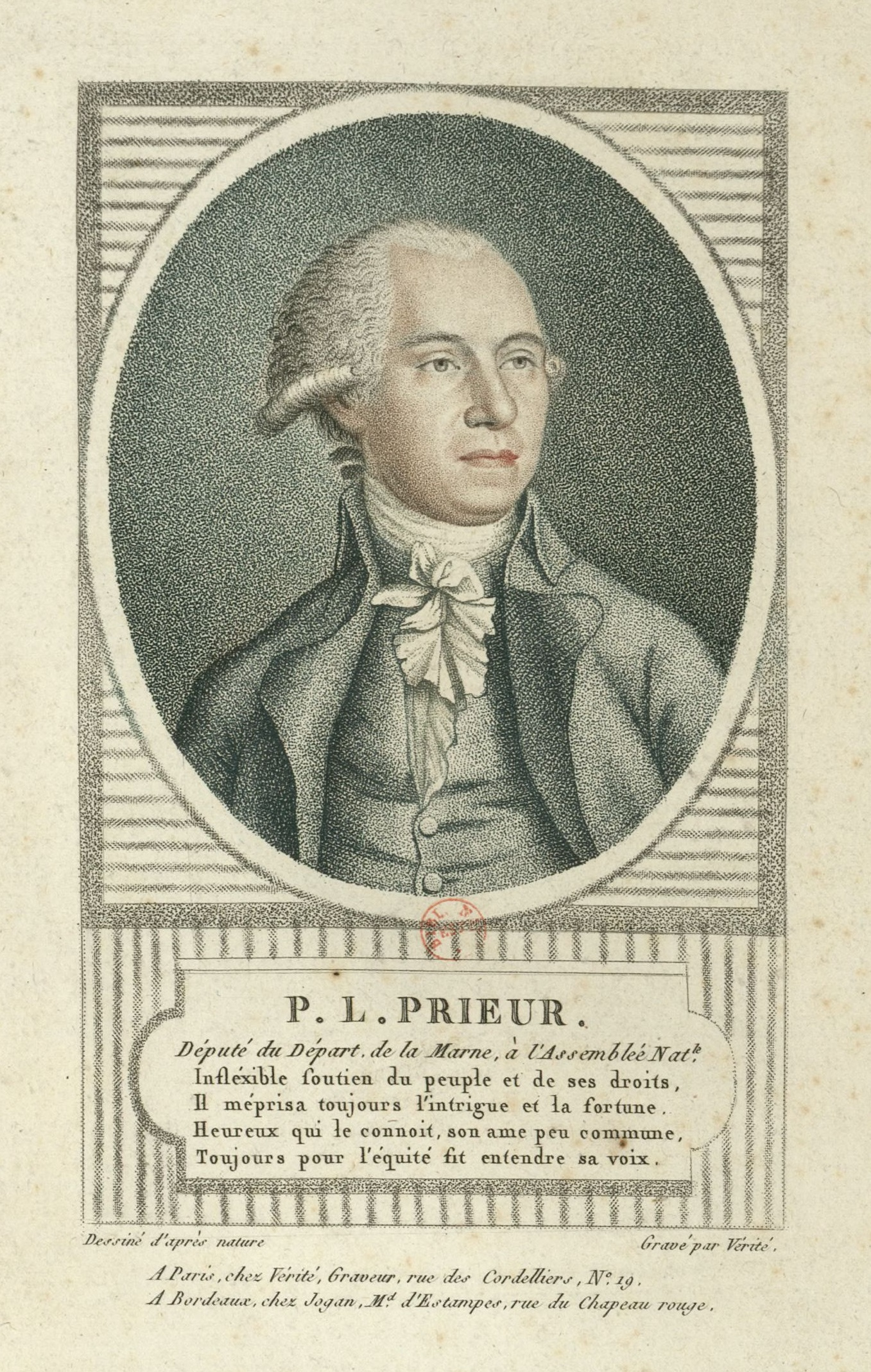
Prieur de la Marne
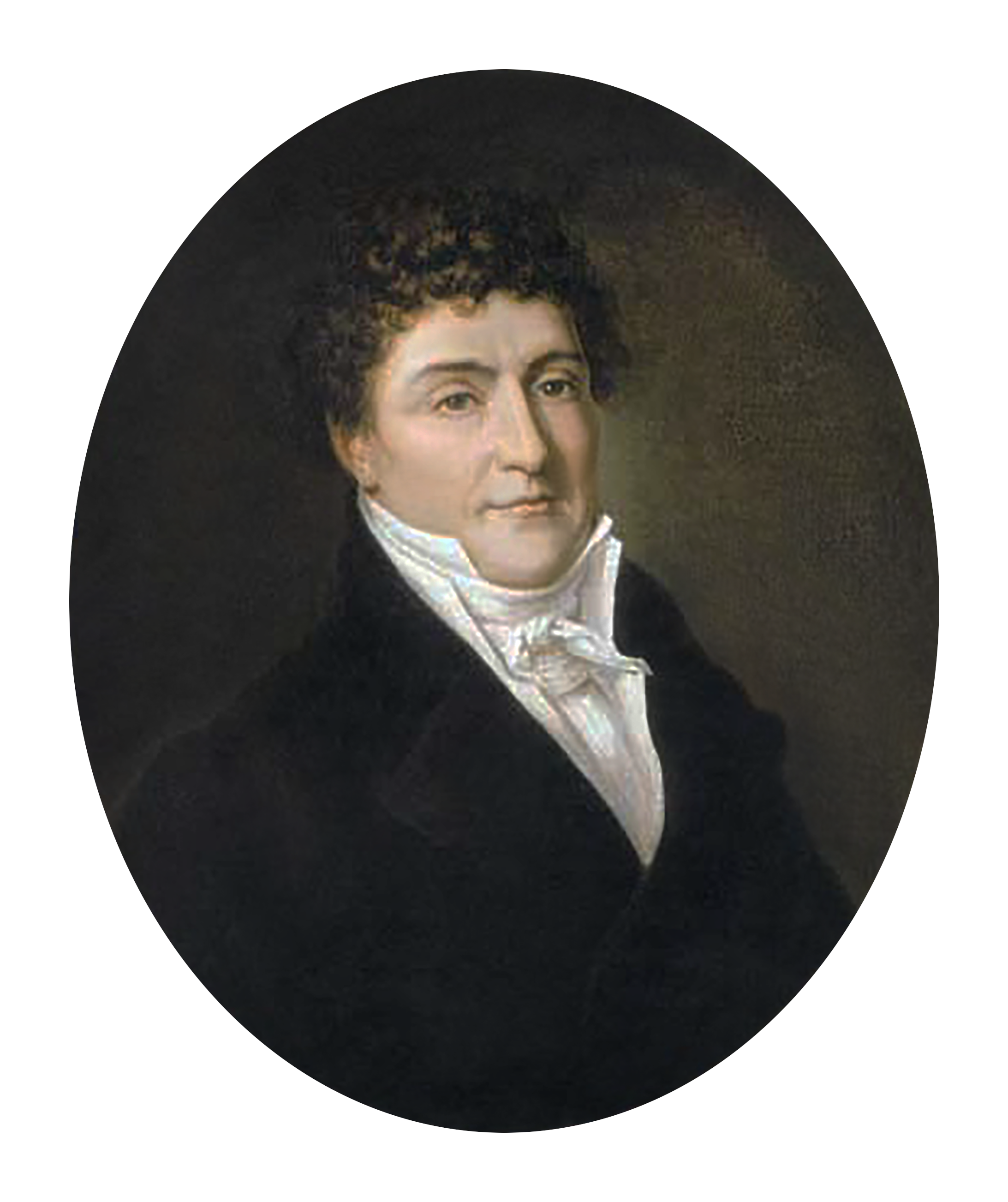
Prieur de la Côte-d’Or
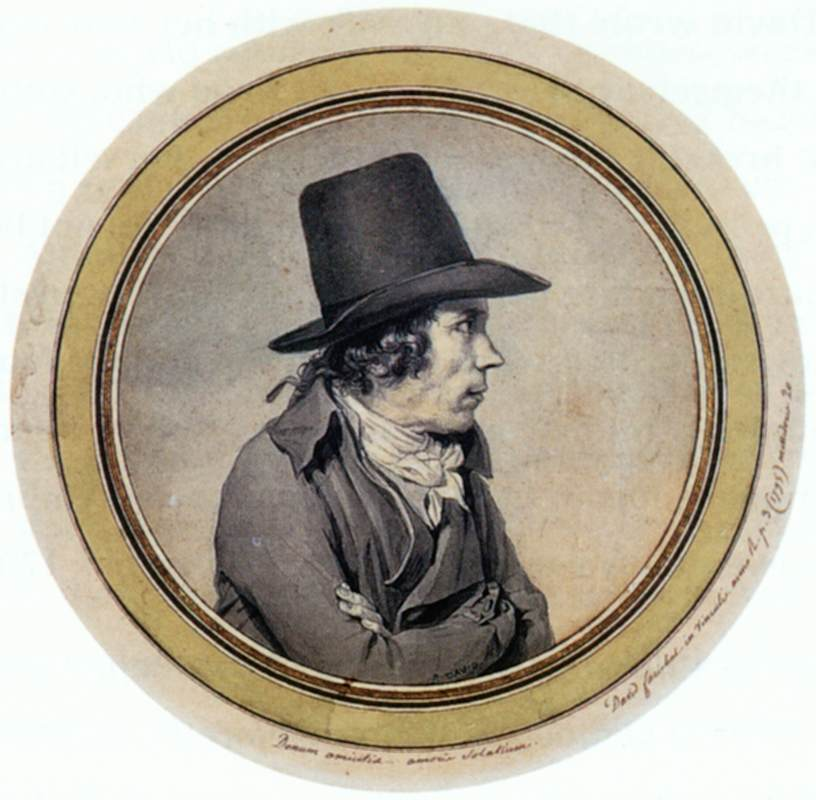
Jeanbon Saint-André

### Politique

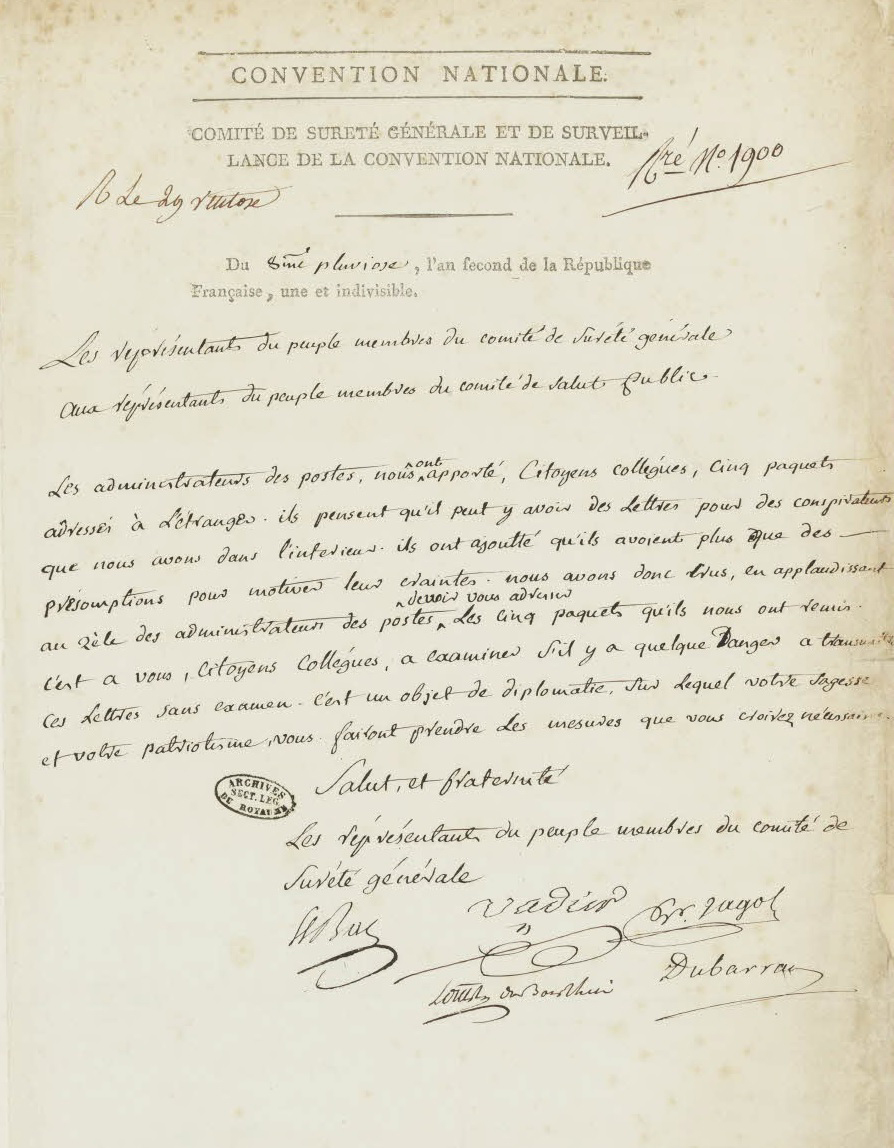
Lettre autographe adressée par le Comité de sûreté générale au Comité de salut public, signalant la présence suspecte de cinq paquets de lettres adressées à l'étranger, 27 janvier 1794. Archives nationales de France.

La politique extérieure du Comité est essentiellement une politique de guerre. Pour imposer son autorité, il doit obtenir de promptes victoires sur l'ennemi.
En ce qui concerne la politique intérieure, Creuzé-Latouche, député de la Plaine rallié à Robespierre, a le mieux exprimé les nécessités de l'heure : « On ne gouverne pas en temps d’exception selon les méthodes normales : il faut donc accepter les moyens révolutionnaires. La bourgeoisie ne peut s’isoler du peuple : il faut donc satisfaire ses demandes. Mais la bourgeoisie doit demeurer l’élément dirigeant dans cette alliance : la Convention doit donc prendre l’initiative des mesures révolutionnaires ».
Le 10 octobre 1793, la Constitution de l'an I, votée le 24 juin 1793 et promulguée le 4 août, est suspendue « jusqu'à la paix » et le « gouvernement révolutionnaire » est mis en place, dont le Comité de salut public est l'élément central.
C'est la période de la levée en masse (23 août), du dirigisme économique et d'une répression systématique des ennemis intérieurs réels ou supposés (« loi des suspects », 17 septembre), fondée sur une Terreur accélérée par la loi de Prairial (10 juin 1794), votée après l'élimination des hébertistes (mars 1794) et des dantonistes (avril 1794), au moment où la situation militaire s'améliore nettement.

### Les problèmes de la politique de Terreur (1794)
Dans les premiers mois de 1794, le Comité de salut public, Robespierre inclus, rappelle plusieurs représentants en mission de province excessivement zélés. C'est notamment le cas de Jean-Baptiste Carrier, rappelé le 8 février de sa mission à Nantes, à la suite d'un rapport de Marc-Antoine Jullien de Paris, qui estime que sa politique de répression à outrance démoralise beaucoup de patriotes. Mais ce rappel est la seule sanction qu'il subisse.
En juin, la loi de Prairial lance la période de la Grande Terreur. Le 10 juin, pour « déblayer » les prisons (mot employé par Barère), Couthon fait supprimer de la procédure du Tribunal révolutionnaire interrogatoire, défense et témoins. « Tout ce qui se passe est horrible, dit Saint-Just, mais nécessaire. » 1 285 condamnations à mort sont prononcées du 10 juin (22 prairial) au 27 juillet (9 thermidor).
Le renversement de la situation militaire avec la prise de Charleroi le 25 juin et la victoire de Fleurus le 26 change la donne. « Les victoires s’acharnaient sur Robespierre comme des furies », écrira plus tard Barère. La Plaine, ralliée au gouvernement révolutionnaire tant que celui-ci lui a semblé indispensable pour sauver la Révolution, veut mettre un terme à la Terreur et à la dictature du Comité dès lors que la Révolution lui semble sauvée.

### La rupture du 9 thermidor
Les origines du complot du 9 thermidor sont bien connues.
Au mois de juillet 1794, le Comité de salut public est quasi ouvertement divisé. Robespierre cesse de le fréquenter à la suite d'un incident qui l'a opposé aux autres membres le 29 juin.
Collot d’Herbois, Creuzé-Latouche, Billaud-Varenne et Carnot, se sentant particulièrement menacés, prennent contact avec d’autres conventionnels : représentants en mission rappelés par Robespierre pour avoir « abusé des principes révolutionnaires », membres du Comité de sûreté générale, qui est dirigé par Vadier, un ami de Barère, et Amar, qui n’accepte pas de voir rogner ses prérogatives en matière de police, les députés de la Plaine qui subissent, tout en le déplorant[pas clair], le régime de la Terreur.
Le 9 thermidor, Robespierre et Saint-Just sont attaqués à la Convention par Tallien, puis par Billaud-Varenne, et lorsque Robespierre veut prendre la parole pour se défendre, il en est empêché par des imprécations (« Mort au tyran ! »). Robespierre, Saint-Just et Couthon sont décrétés d’accusation et arrêtés. Libérés par la Commune de Paris, ils sont faits prisonniers après un assaut de l'hôtel de ville et exécutés sans jugement le 10 thermidor.
Les autres membres du Comité pensent alors pouvoir garder le pouvoir, mais la vague de rejet de la Terreur et du gouvernement révolutionnaire va les emporter à plus ou moins longue échéance.
La répression thermidorienne prolonge pendant quelques mois la Terreur, désormais tournée contre les « jacobins » (exécution de plus de 1 000 accusés après le 9 thermidor),. Carrier, qui a soutenu le complot du 9 thermidor, est cependant guillotiné le 16 décembre 1794 en raison de ses agissements à Nantes. Dans certains endroits, on assiste même à des phénomènes de Terreur blanche

## Le Comité thermidorien
La Convention reprend d’abord le pouvoir exécutif en décidant de renouveler le Comité de salut public par quart tous les mois. Le 1er septembre, au renouvellement du Comité, le nom de Barère est tiré. Billaud-Varenne et Collot d’Herbois donnent leur démission le même jour. Puis se pose le problème des responsabilités de la Terreur. À la suite de la journée du 12 germinal (1er avril 1795), la Convention doit ouvrir le procès des « Quatre », c'est-à-dire Vadier, Barère, Billaud-Varenne et Collot d'Herbois. Seuls les deux derniers sont déportés sans jugement en Guyane tandis que Barère demeure en prison avant de parvenir à s'évader. La période est caractérisée par la Réaction thermidorienne et la réduction du poids politique des comités de sécurité générale et de sécurité publique. Les comités cessent d'exister avec la Constitution de 1795, approuvée par plébiscite le 5 fructidor an III (22 août 1795). C'est le début d'un nouveau régime politique, le Directoire.

### Organisation du pouvoir entre la Convention, le Comité de salut public et le Comité de sûreté générale
```
                                       
Suffrage universel

                                               |
                                               |
                                   
Montagnards
 
Marais
 
Girondins

           nomme                   +-----------------------+               nomme
           ------------------------| 
Convention nationale
  |  -----------------
           |                       +-----------------------+                  |
           |                              ^                                   |
           |                              |                                   |
 +---------------------------+            |                +-------------------------------+
 | Comité de salut public    |-------------                | 
Comité de sûreté générale
     |
 +---------------------------+ propose les lois            +-------------------------------+
           |                                                fait passer les accusés devant  
nomme les 
représentants en mission
                                            |        
       |                  |                                +-------------------------------+
       |                  |                                |  
Tribunal révolutionnaire
     |
       |                  |                                +-------------------------------+
  Inspection          contrôle
     des                des
 départements          armées
```

### Études historiques

#### Ouvrages
- Alphonse Aulard (éd.), Recueil des actes du Comité de salut public, avec la correspondance officielle des représentants en mission et le registre du Conseil exécutif provisoire, Paris, Imprimerie nationale, collection de documents inédits sur l’histoire de France, 28 volumes, 1889-1951, puis Marc Bouloiseau (éd.), Supplément, 4 vol. , Paris, Bibliothèque nationale, 1966-1992, [notice BnF], [lire en ligne sur Gallica.bnf.fr], [lire en ligne sur Archive.org].
- Michel Biard (préf. Jean-Clément Martin), Missionnaires de la République : les représentants du peuple en mission, 1793-1795, Paris, CTHS, coll. « CTHS-histoire » (no 8), 2002, 623 p. (présentation en ligne).
- Marc Bouloiseau, Le Comité de salut public (1793-1795), Paris, Presses universitaires de France, coll. « Que sais-je ? » (no 1014), 1980, 3e éd. (1re éd. 1962), 126 p. (ISBN 2-13-036319-9).
- Françoise Brunel, Thermidor : la chute de Robespierre, 1794, Bruxelles, Complexe, coll. « La Mémoire des siècles » (no 211), 1989, 155 p. (ISBN 2-87027-275-8, présentation en ligne).
- François Furet et Denis Richet, La Révolution française, Paris, Fayard, 1973.
- Bernard Gainot, Dictionnaire des membres du comité de salut public ; dictionnaire analytique biographique et comparé des 62 membres du Comité de salut public, Paris, Tallandier, 1990.
- Georges Lefebvre, La Révolution française, Paris, Presses universitaires de France (PUF), 1968.
- [Matta-Duvignau 2013] Raphaël Matta-Duvignau (préf. de Vida Azimi), Gouverner, administrer révolutionnairement : le Comité de salut public (6 avril 1793 – 4 brumaire an IV) (texte remanié de la thèse de doctorat en droit, préparée sus la direction de Vida Azimi et soutenue à l'université Paris-II – Panthéon-Assas en décembre 2010), Paris, Éditions L'Harmattan, coll. « Logiques juridiques », mai 2013, 1re éd., 1 vol., 716, 16 × 24 cm (ISBN 978-2-336-29065-2, EAN 9782336290652, OCLC 852231721, BNF 43598219, SUDOC 169839133, présentation en ligne, lire en ligne).
- Jean-Clément Martin, La Révolution française, 1789-1799, Belin, CAPES Agrégation, 2004.
- Arne Ording, Le Bureau de police du Comité de Salut public : étude sur la Terreur, Oslo, i kommisjon hos J. Dybwad, 1930, V-196 p. (présentation en ligne, lire en ligne).
- Robert Roswell Palmer (trad. Marie-Hélène Dumas, préf. François Furet), Le Gouvernement de la Terreur : l'année du Comité de salut public [« Twelve who Ruled : The Year of The Terror in the French Revolution »], Paris, Armand Colin, 1989, 359 p. (ISBN 2-200-37164-0, présentation en ligne).
- Michel Pertué, Aux origines du gouvernement révolutionnaire, février-mars 1793 : démocratie et dictature en Révolution, thèse d'histoire du droit, Paris II, 1976, 527 p.
- Gérard Walter, La conjuration du neuf thermidor : 27 juillet 1794, Paris, Gallimard, coll. « Trente journées qui ont fait la France » (no 19), 1974, 576-[24] (ISBN 2-07-028103-5, présentation en ligne).

#### Articles, contributions, communications
- Maria Betlem Castellà I Pujols, « Introduction. Que sait-on aujourd'hui des comités des assemblées parlementaires ? », La Révolution française. Cahiers de l'Institut d'histoire de la Révolution française, no 3, « Les comités des assemblées révolutionnaires : des laboratoires de la loi », 2012, mis en ligne le 20 décembre 2012, [lire en ligne].
- Stéphane Caporal, « Gouvernement révolutionnaire et représentation », dans Le concept de Représentation dans la pensée politique : actes du colloque d'Aix-en-Provence (mai 2002), Aix-en-Provence, Presses universitaires d'Aix-Marseille, coll. « Histoire des idées politiques » (no XV), 2003, 493 p. (ISBN 978-2-7314-0367-1, lire en ligne), p. 227-251.
- François Furet, « Gouvernement révolutionnaire », dans François Furet et Mona Ozouf (dir.), Dictionnaire critique de la Révolution française, Paris, Flammarion, 1988, 1122 p. (ISBN 2-08-211537-2).
- Emmanuel Grison, « Lazare Carnot et le grand Comité de Salut public », Bulletin de la SABIX (Société des amis de la bibliothèque et de l'histoire de l'École de polytechnique), no 23, 2000, [lire en ligne].
- J. Guillaume, « Le personnel du Comité de salut public », La Révolution française. Revue d'histoire moderne et contemporaine, Paris, Société de l'histoire de la Révolution française, no 7,‎ 14 janvier 1900, p. 297-309 (lire en ligne).
- Georges Lefebvre, « À propos d'un livre récent : la rivalité du Comité de Salut public et du Comité de Sûreté générale », Revue historique, Paris, Librairie Félix Alcan, t. 167,‎ mai-août 1931, p. 336-343 (lire en ligne).
- Léon Lévy-Schneider, « Les démêlés dans le Comité de salut public avant le 9 thermidor », La Révolution française. Revue d'histoire moderne et contemporaine, Paris, Société de l'histoire de la Révolution française, no 7,‎ 14 janvier 1900, p. 97-112 (lire en ligne).
- Albert Mathiez, « Les divisions dans les comités du gouvernement à la veille du 9 thermidor : d'après quelques documents inédits », Revue historique, Paris, Librairie Félix Alcan, t. 118,‎ janvier-avril 1915, p. 70-87 (lire en ligne).
- Albert Mathiez, « Les Séances des 4 et 5 Thermidor an II aux deux Comités de Salut public et de Sûreté générale », Annales historiques de la Révolution française, no 21,‎ mai-juin 1927, p. 193-222 (JSTOR 41923662).
- Albert Mathiez, « La Révolution et les subsistances. La dictature économique du Comité de salut public », Annales révolutionnaires, t. 15, no 6,‎ novembre-décembre 1923, p. 457-481 (JSTOR 41921502).
- Albert Mathiez, « Le gouvernement révolutionnaire », Annales historiques de la Révolution française, no 80,‎ mars-avril 1937, p. 97-126 (JSTOR 41924829).
- Raphaël Matta-Duvignau, « Le Comité de salut public (6 avril 1793-4 brumaire an IV) : une forme singulière d'exercice du pouvoir », dans Cyril Triolaire (dir.), La Révolution française au miroir des recherches actuelles : actes du colloque tenu à Ivry-sur-Seine, 15-16 juin 2010, Paris, Société des études robespierristes, coll. « Collection des études révolutionnaires » (no 12), 2011, 275 p. (ISBN 978-2-908327-71-7), p. 87-99.
- [Matta-Duvignau 2012] Raphaël Matta-Duvignau, « Le Comité de salut public (6 avril 1793 – 4 brumaire an IV) », La Révolution française : cahiers de l'Institut d'histoire de la Révolution française, no 3 : « Les comités des assemblées révolutionnaires : des laboratoires de la loi »,‎ décembre 2012 (DOI 10.4000/lrf.773, résumé, lire en ligne, consulté le 7 avril 2018).
- (en) Robert Roswell Palmer, « Fifty Years of the Committee of Public Safety », The Journal of Modern History, University of Chicago Press, vol. 13, no 3,‎ septembre 1941, p. 375-397 (JSTOR 1871581).
- Denis Richet, « Comité de salut public », dans Dictionnaire critique de la Révolution française, Paris, Flammarion, 1988.
- (en) J. B. Sirich, « The Revolutionary Committees after Thermidor », The Journal of Modern History, University of Chicago Press, vol. 26, no 4,‎ décembre 1954, p. 329-339 (JSTOR 1876110).
- Albert Soboul, « Robespierre et la formation du gouvernement révolutionnaire (27 juillet-10 octobre 1793) », Revue d'histoire moderne et contemporaine, Paris, Presses universitaires de France, t. 5, no 4,‎ octobre-décembre 1958, p. 283-294 (lire en ligne).
- James Thompson, « L'organisation du travail du Comité de salut public », Annales historiques de la Révolution française, no 59,‎ septembre-octobre 1933, p. 454-460 (JSTOR 41924544).

### Littérature
- Pierre Michon, Les Onze, Lagrasse, Verdier, 2009, 136 p. (ISBN 978-2-86432-552-9, OCLC 868536759, présentation en ligne).